# Schoppernau
Schoppernau é um município da Áustria, situado no distrito de Bregenz, no estado de Vorarlberg. Tem 47,6 km² de área e sua população em 2019 foi estimada em 454 habitantes.